# Соловьёв, Владимир Николаевич (театровед)
Владимир Николаевич Соловьёв (24 декабря 1887, Санкт-Петербург — 8 октября 1941, Ленинград) — русский советский театральный режиссёр и театральный  педагог, театровед. Специалист по западноевропейскому театру, в частности итальянскому театру commedia dell’arte.

## Биография
Семья Соловьёва была связана с театром. Отец — сотрудник монтировочной части театра, мать — помощница костюмерши в балетной труппе. Окончил историко-филологический факультет Петербургского университета.
В 1911 году познакомился с Мейерхольдом.
В 1912 участвовал в деятельности Териокского товарищества актёров, музыкантов, писателей и живописцев.
В 1913—1917 годах один из ближайших соратников Всеволода Мейерхольда в Студии на Бородинской и в журнале «Любовь к трем апельсинам». В 1910-е автор театральных рецензий в журнале «Аполлон».
В 1918—1919 годах работал в Петроградском отделении Театрального отдела (ТЕО) Наркомпроса, а также в культурно-массовых организациях Петроградского ВО и Балтийского флота.
В 1920-х годах стал одним из ведущих театральных режиссёров Ленинграда, ставил спектакли в Красном театре, Театре новой драмы, возглавлял Молодой театр, созданный в основном из его учеников, в 1925—1926 и 1929—1933 годах был режиссёром Академического театра драмы. По утверждению «Театральной энциклопедии» «режиссёрской работе Соловьёва присущи острота сценической формы, мастерство мизансценирования, одновременно Соловьёв большое внимание уделял работе с актерами». С конца 1920-х годов обратился к жанру оперетты, работал в Малом оперном театре и Ленинградском театре музкомедии. По мнению М. О. Янковского, осуществлённые им постановки оперетт характеризуются «не только высоким уровнем культуры, но и заметным тяготением к созданию реалистического музыкального спектакля». Кроме того, работал в Российском институте истории искусств, преподавал в Театральном институте (ныне — РГИСИ) и Хореографическом училище (АРБ им. А. Я. Вагановой).
Учитель А. И. Райкина и Яна Фрида.
Скончался в 1941 году в блокадном Ленинграде.

## Творчество

### Постановки в театре
- «Проделки Смеральдины» (итал. сценарий; 1920, Театр нар. комедии)
- «Восстание ангелов» Франса (1922, Театр Новой драмы)
- «Обращение капитана Брасбаунда» Шоу (1923, Большой драматический театр)
- «С утра до полуночи» Кайзера (Молодой театр)
- «Лисица на рассвете» по О. Генри (Молодой театр)
- «Делец» Газенклевера (1928, Академический театр драмы)
- «Тартюф» (1929, Академический театр драмы)
- «Командарм 2» Сельвинского (1930, Академический театр драмы)
- «Робеспьер» Раскольникова (1931, совм. с Н. В. Петровым, Академический театр драмы)
- «Бесприданница» (1933, Красный театр)
- «Фиалка Монмартра» И. Кальмана (1933, Ленинградский театр музкомедии)
- «Золотая долина» И. О. Дунаевского (4 ноября 1937)
- «Летучая мышь» И. Штрауса (1935, Ленинградский театр музкомедии)
- «Сирано де Бержерак» (1941, Ленинградский театр им. Ленинского комсомола)

### Статьи
- Соловьев В. Н. Замечания по поводу «Ревизора» в постановке Мейерхольда// «Ревизор» в театре имени Вс. Мейерхольда: Сборник статей А. А. Гвоздева, Э. И. Каплана, Я. А. Назаренко, А. Л. Слонимского, В. Н. Соловьева / Издание подготовлено Е. А. Кухтой и Н. В. Песочинским, отв. ред. Н. А. Таршис. [Переиздание 1927 года.] Спб., 2002. («Библиотека классических трудов РИИИ»)
- Соловьев В. Н. Игра вещей в театре // О театре: Временник Отдела истории и теории театра Государственного института истории искусств: Сборник статей. Л.: Academia, 1926.
- Соловьев В. Н. О технике нового актёра // Театральный Октябрь: Сборник 1. Л.; М., 1926.
- Вл. С. [Соловьев В. Н.] Петроградские театры // Мейерхольд в русской театральной критике: 1898—1918 / Сост. и коммент. Н. В. Песочинского, Е. А. Кухты, Н. А. Таршис. М.: Артист. Режиссёр. Театр, 1997.
- Соловьев В. Н. «Маскарад» в Александринском театре // Мейерхольд в русской театральной критике: 1898—1918 / Сост. и коммент. Н. В. Песочинского, Е. А. Кухты, Н. А. Таршис. М.: Артист. Режиссёр. Театр, 1997.
- Соловьев В. Н. Петроградские театры // Мейерхольд в русской театральной критике: 1898—1918 / Сост. и коммент. Н. В. Песочинского, Е. А. Кухты, Н. А. Таршис. М.: Артист. Режиссёр. Театр, 1997.
- Соловьев В. Н. Театральный традиционализм // Мейерхольд в русской театральной критике: 1898—1918 / Сост. и коммент. Н. В. Песочинского, Е. А. Кухты, Н. А. Таршис. М.: Артист. Режиссёр. Театр, 1997.
- Соловьев В. Н. «Смерть Тарелкина» // Мейерхольд в русской театральной критике: 1920—1938 / Сост. и коммент. Т. В. Ланиной. М.: Артист. Режиссёр. Театр, 2000.
- Соловьев В. Н. «Д. Е.» // Мейерхольд в русской театральной критике: 1920—1938 / Сост. и коммент. Т. В. Ланиной. М.: Артист. Режиссёр. Театр, 2000.
- Соловьев В. Н. «Учитель Бубус» у Мейерхольда // Мейерхольд в русской театральной критике: 1920—1938 / Сост. и коммент. Т. В. Ланиной. М.: Артист. Режиссёр. Театр, 2000.

## Награды и звания
- Орден Трудового Красного Знамени (1 июня 1940)[6].